# Códigos 5-9
Policía Nacional de Colombia3457'Códigos 5-9' son palabras codificadas de uso radiofónico destinados a representar nombres, lugares, situaciones y frases comunes de manera rápida y estandarizada en las comunicaciones vocales de la Policía Nacional de Colombia. Su uso se intercala con los códigos Q y códigos fonéticos, estos últimos en operaciones especiales que pueden llegar a tener carácter militar. Se divide en series (serie 5, serie 6, serie 7 y serie 9) y asimismo se encuentran ordenados por funcionalidad.

## Historia
La Policía Nacional dentro de su estructura orgánica cuenta con 100 mil direcciones que se encuentran enfocadas a operar en el ámbito estratégico, táctico y operacional el cambio de policía con el fin de mejorar las condiciones de seguridad de todos los colombianos, así mismo, cuenta con cinco oficinas asesoras. Es así que dentro de estas oficinas asesoras se encuentra la Oficina de Comunicaciones Estratégicas, que según lo establecido en el Tomo 6 de la Policía Nacional, define que: 
De acuerdo con el Artículo 1 de la Resolución 02994 del 2 de octubre de 2009, por la cual se determina la estructura organizativa y las funciones de la Oficina de Comunicaciones Estratégicas, tiene la misión de asesorar, definir y gerenciar la visión, la política y la responsabilidad en conjunto con la gestión de las comunicaciones y las relaciones de la Policía Nacional, con el propósito de fortalecer la cultura de servicio respetuoso, efectivo y cercano al ciudadano, incrementar los niveles de credibilidad, confianza y posicionamiento en la Institución y fortalecer las relaciones con la sociedad para consolidar la convivencia y seguridad ciudadana.
Desde la década de los 80s la Policía dentro del marco del Conflicto armado interno de Colombia y la subsecuente Guerra contra el narcotráfico en Colombia ha pasado por procesos de profesionalización, lo que ha determinado la creación de dichos códigos, con base en los Códigos 10 usados en Estados Unidos, sus municipalidades y otras fuerzas del orden en países de América del Norte, dichos fueron implantados en los años 40 cuando los canales de radio tenían un ancho de banda limitado, ya que permitían reducir el tráfico de radio de manera considerable, sin embargo su estandarización completa en Colombia no llegaría sino hasta los años 90.

## Lista de códigos 5-9
La lista que sigue, en orden ascendente y agrupada por series, muestra el uso en fecha 2018 de diferentes series de códigos 5-9. Solamente una parte es de uso estándar en las operaciones civiles de la policía. Fue liberada para uso recreativo/banda ciudadana por el Instituto Distrital de Recreación y Deporte de Bogotá.

### 5
Articulación y Direccionamiento de las Comunicaciones:
| Código | Definición                                     |
| 5-01   | Recepción Mala                                 |
| 5-02   | Recepción Buena                                |
| 5-03   | Suspenda Comunicado                            |
| 5-04   | Entendido                                      |
| 5-05   | Recibido Siga                                  |
| 5-06   | Espere Por Favor                               |
| 5-07   | Fuera De Servicio                              |
| 5-08   | Disponible Para Servicio                       |
| 5-09   | Repita el Comunicado                           |
| 5-10   | Atento Para Casos De Emergencia                |
| 5-12   | Informe Novedades                              |
| 5-14   | Hora Exacta                                    |
| 5-15   | Nombre Y Cargo                                 |
| 5-16   | Indicativo                                     |
| 5-18   | Preséntese En..                                |
| 5-19   | Informe Su Personal Disponible                 |
| 5-20   | Ubicación Actual                               |
| 5-21   | Llamar Por Teléfono                            |
| 5-22   | Cancele Comunicado O Solicitud Anterior        |
| 5-23   | He Llegado Al Sitio                            |
| 5-24   | Misión Cumplida                                |
| 5-25   | Permiso Para Comunicarme                       |
| 5-26   | Permiso Concedido Haga El Llamado              |
| 5-27   | Hagamos Reunión En                             |
| 5-29   | Por Favor Cumpla Lo Ordenado                   |
| 5-30   | No Reglamentado                                |
| 5-32   | Apoyo Urgente De                               |
| 5-35   | Información Confidencial                       |
| 5-37   | Apoye Policía                                  |
| 5-38   | Hagan Patrullaje Y Controlen Situación         |
| 5-41   | Se Hizo Reunión Empieza Operación Corredor     |
| 5-42   | Se Hizo Recolección Termina Operación Corredor |
| 5-47   | Informe Que Misión Cumple                      |
| 5-48   | Rectifico Comunicado                           |
| 5-49   | Como Me Escucha                                |
| 5-50   | Accidente Guardián En Bicicleta                |
| 5-51   | Grúa Urgente                                   |
| 5-52   | Ambulancia                                     |
| 5-53   | Unidad De Policía De Vigilancia                |
| 5-54   | Unidad De Policía De Tránsito                  |
| 5-57   | Apoyo De Bomberos                              |
| 5-59   | Se Requiere Escolta                            |
| 5-60   | Respuesta Afirmativa                           |
| 5-61   | Respuesta Negativa                             |
| 5-62   | Cambie Su Ubicación                            |
| 5-64   | Interferencia                                  |
| 5-67   | Gracias                                        |
| 5-68   | Misión Confidencial                            |
| 5-69   | Solicita Grupo De Rescate Para Emergencia      |
| 5-70   | Asuma El Mando                                 |
| 5-76   | Grupo De Sangre                                |
| 5-77   | Grupo Automotores                              |
| 5-79   | Escuadrón Motorizado                           |
| 5-80   | Escuadrón Carabineros                          |
| 5-89   | Patrulla Del Ejército                          |
| 5-91   | Informe Hacia Donde Se Dirige                  |
| 5-92   | Tiempo Estimado Para                           |

### 6
Atención en Casos de Salud:
| Código | Definición                              |
| 6-01   | Accidente Cerebro Vascular              |
| 6-02   | Caída De Altura                         |
| 6-03   | Convulsión                              |
| 6-04   | Evento Respiratorio                     |
| 6-05   | Dolor Toráxico                          |
| 6-06   | Electrocución / Rescate                 |
| 6-07   | Patología Ginecobstetricia              |
| 6-08   | Heridos Accidentales                    |
| 6-09   | Amenaza De Suicidio                     |
| 6-10   | Intoxicación...                         |
| 6-11   | Maltrato                                |
| 6-11-M | Maltrato A Mujer                        |
| 6-13   | Inconsciente / Paro Cardiorrespiratorio |
| 6-15   | Quemaduras                              |
| 6-16   | Sangrado Vaginal                        |
| 6-17   | Síntomas Gastrointestinales             |

### 7
Atención en Casos de Emergencia:
| Código | Definición                             |
| 7-01   | Abejas                                 |
| 7-02   | Abrir Domicilio                        |
| 7-03   | Elemento Caído Y/O En Peligro De Caer. |
| 7-05   | Emergencia Aérea                       |
| 7-07   | Incidente Rescate Acuático             |
| 7-08   | Material Peligroso                     |
| 7-09   | Rescate Urbano                         |
| 7-13   | Rescates Montaña                       |
| 7-15   | Sismo                                  |
| 7-16   | Fuga De Gas Natural O Propano          |
| 7-17   | Prevención                             |
| 7-20   | Pólvora                                |
| 7-20-H | Herido Con Pólvora                     |

### 9
Inspección e Intervención:

9-80 muerto